# Ctenochares luteus
Ctenochares luteus là một loài tò vò trong họ Ichneumonidae.